# Surba
Surba is een gemeente in het Franse departement Ariège (regio Occitanie) en telt 345 inwoners (1999). De plaats maakt deel uit van het arrondissement Foix.

Centrum van Surba

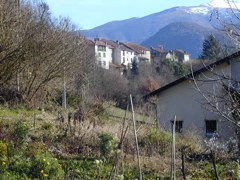
Surba
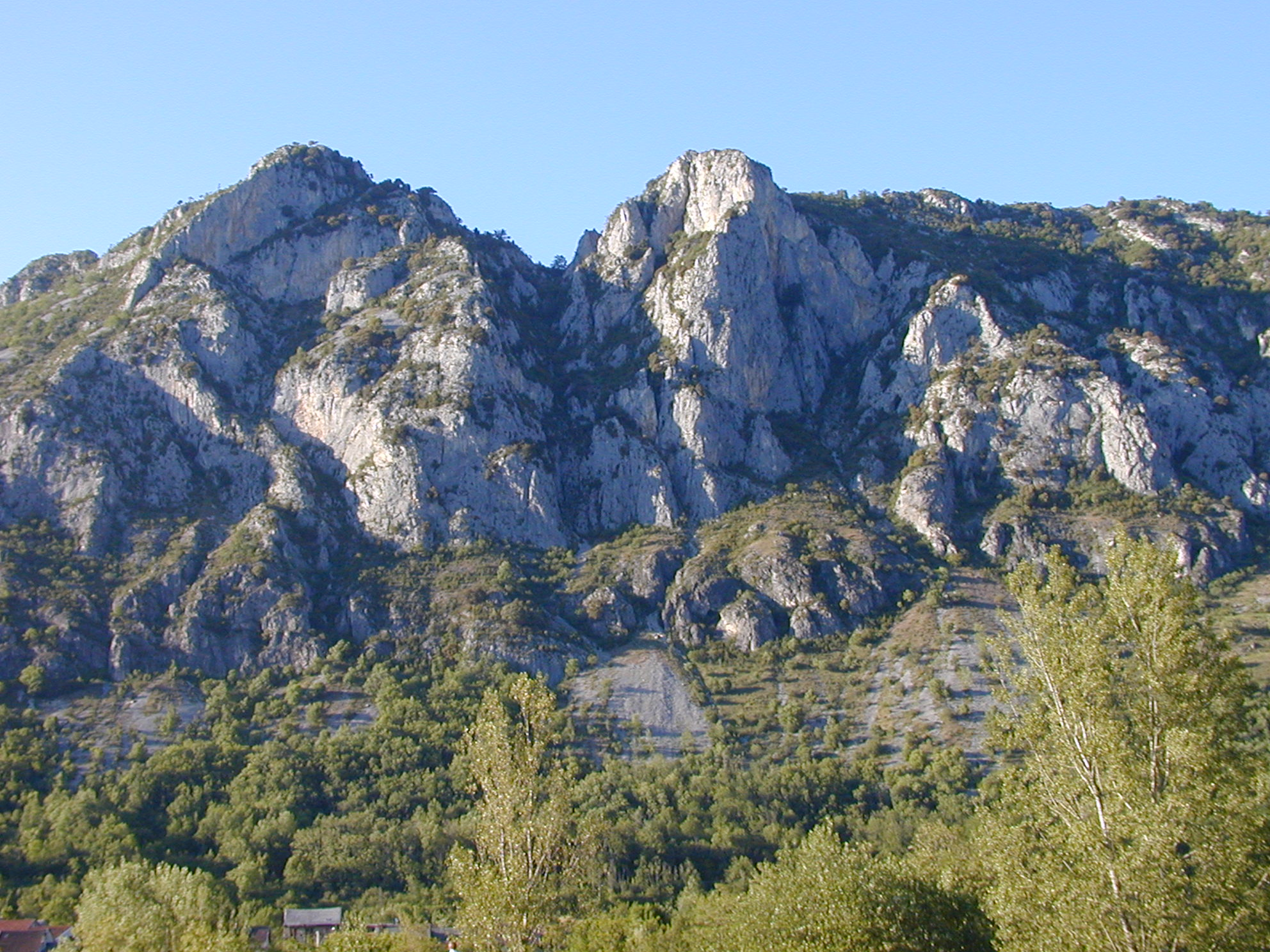
Omgeving
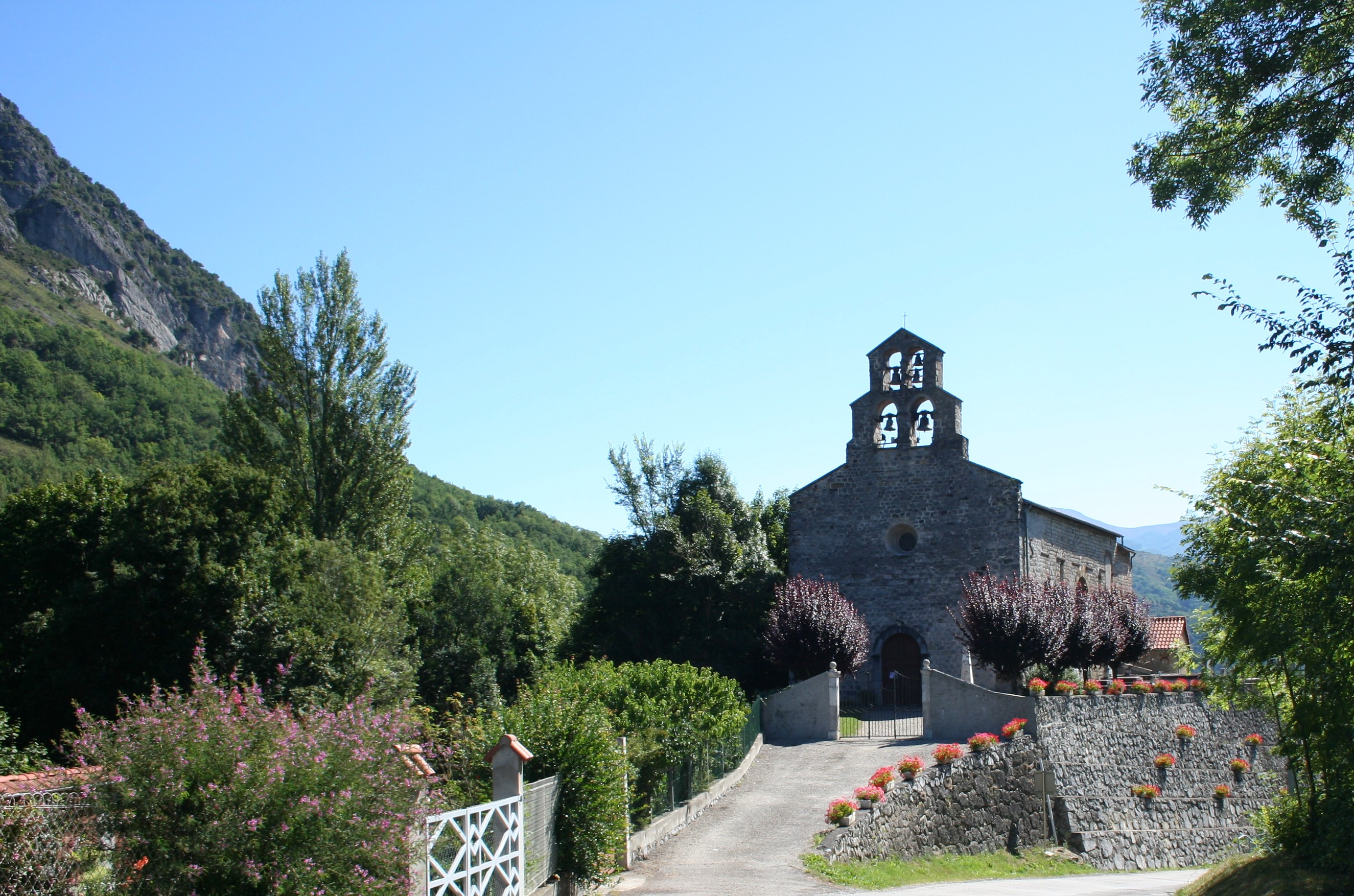
Kerk van Surba

## Geografie
De oppervlakte van Surba bedraagt 2,2 km², de bevolkingsdichtheid is 156,8 inwoners per km².

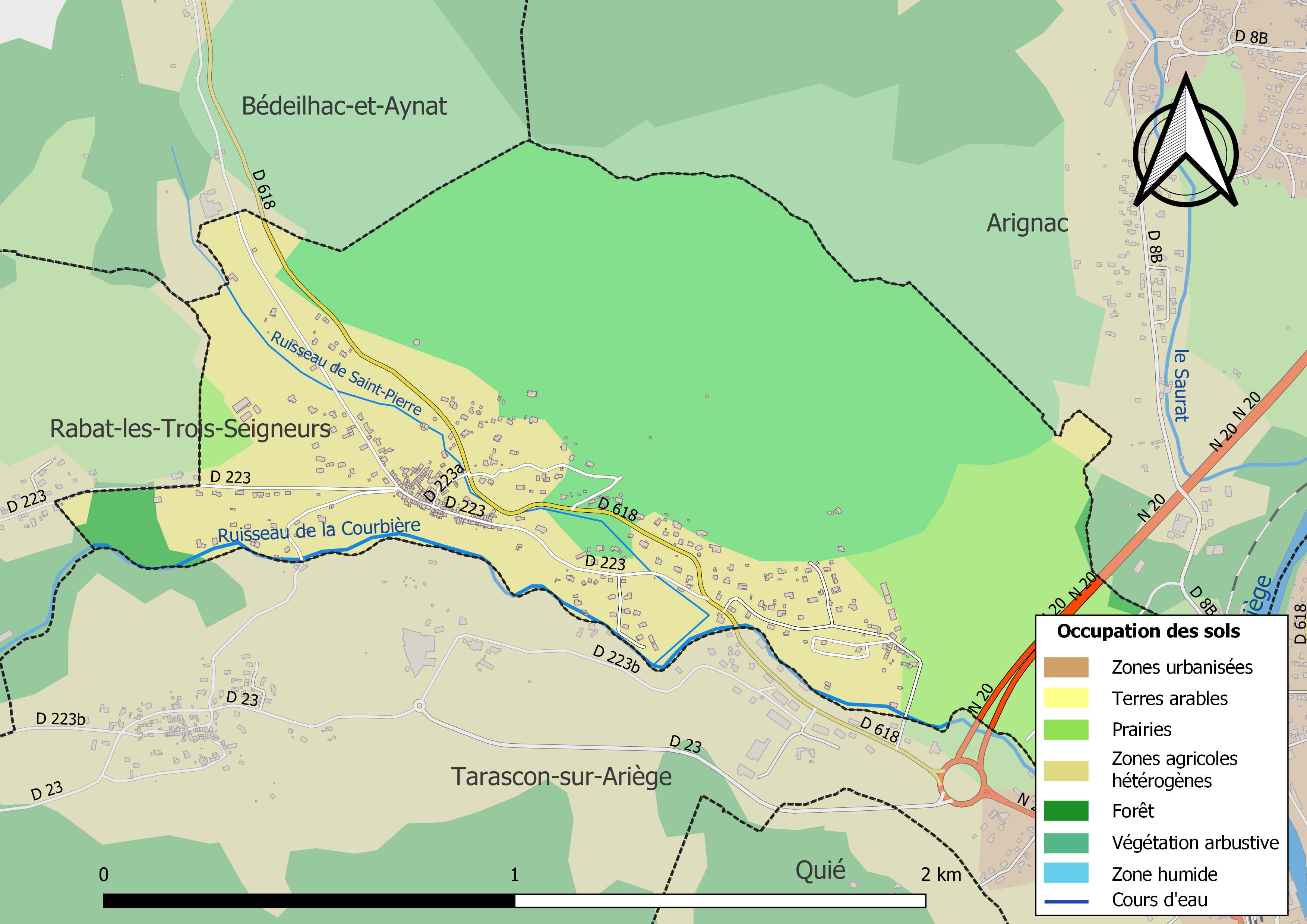
Kaart van de gemeente met de belangrijkste infrastructuur, bodemgebruik en omliggende gemeenten

## Demografie
Onderstaande figuur toont het verloop van het inwonertal (bron: INSEE-tellingen).

Vanwege een beveiligingsprobleem met de MediaWiki Graph-software is het momenteel niet mogelijk deze grafiek weer te geven. Zodra de software is bijgewerkt zal de grafiek vanzelf weer zichtbaar worden.